# خوري كيسوتي
خوري كيسوتي (بالإيطالية: Juri Cisotti)‏ (5 مايو 1993 في إيطاليا - ) هو لاعب كرة قدم إيطالي في مركز الوسط. لعب مع كييفو فيرونا ونادي تريستينا ونادي رييكا ونادي سبيزيا ونادي فيتشينزا وHNK Rijeka Academy ‏ ولاتينا كالتشيو.

## روابط خارجية
- خوري كيسوتي على موقع قاعدة بيانات كرة القدم.إي يو (الإنجليزية)
- خوري كيسوتي على موقع Soccerway.com (الإنجليزية)
- خوري كيسوتي على موقع عالم كرة القدم.نت (الإنجليزية)